# アベナキ族
アベナキ族（Abenaki, Abnaki, Abinaki, Alnôbak等）は、アメリカ合衆国ではネイティブアメリカン、カナダではファースト・ネーションに数えられる、北アメリカ大陸における先住民族のうちの1部族である。アルゴンキン語族の中の東アルゴンキン語族に分類される言語の1つである、アベナキ語を話す部族としても知られている。アベナキ族はカナダではケベック州や沿海州、アメリカ合衆国ではニューイングランド地方で暮らしている。この地域は東アルゴンキン語族では「夜明けの地」を意味するWabanahkikと呼ばれている。アベナキ族はワバナキ連邦を構成する5部族の1員である。
アベナキ族は言語的、地理的にグループ分けされており、歴史的には中心となるべき強い権限というものは存在しなかった。いくつものバンドや部族に分かれており、文化的な特性を共有していた
。

## 部族名の由来
アベナキ（Abenaki）、語中音消失が起こった形のアブナキ（Abnaki）は、それぞれアベナキ語で「夜明けの地の人々」を意味するWabanakiまたはWôbanakiakに由来する。この2つの言葉はしばしば混同される。
Wôbanakiakは、wôban（「夜明け」または「東」）とaki「土地」を組み合わせた言葉に由来する。この地域の土着の呼び名は、ニューイングランドやカナダの沿海州（the Maritimes）に対応している。周辺地域でアルゴンキン語族（西アベナキ語、東アベナキ語、マリシート＝パサマクォディ語、ミクマク語）を話す部族でも、この呼び名が時々用いられた。
アベナキ族は自分自身を「真の人間（Real People）」を意味するAlnôbak、または「男たち」を意味するAlnanbalと呼ぶ。

## 言語
アベナキ語はペノブスコット語と密接に関係している。パサマクォディ、マリシート、ミクマクや、その他東部アルゴンキン諸語とも言語的な相似がみられる。アベナキ語は話し言葉としては絶滅の危機に瀕している。部族の人々はアベナキ語を復活させるために、オダナクの保留地やニューハンプシャー州、バーモント州、ニューヨーク州などで尽力している。

## 支族
アベナキ族は民俗学的には西アベナキ族と東アベナキ族の2つに分けられる。アベナキ族の主な支族は以下の通り。
| - 西アベナキ族 - コチェコ族 - ナシャウェイ（ナシュア）族 - オシピー族 - ピスカタクア族 - ペナクック族 - ソコキ族 - ウィニペソーキー族 | - 東アベナキ族 - アンドロスコギン族 - ケネベク族 - マリシート族 - オダナク族 - オシピー族 - ペノブスコット族 - パサマクォディ族 - ウォーリナク族 |

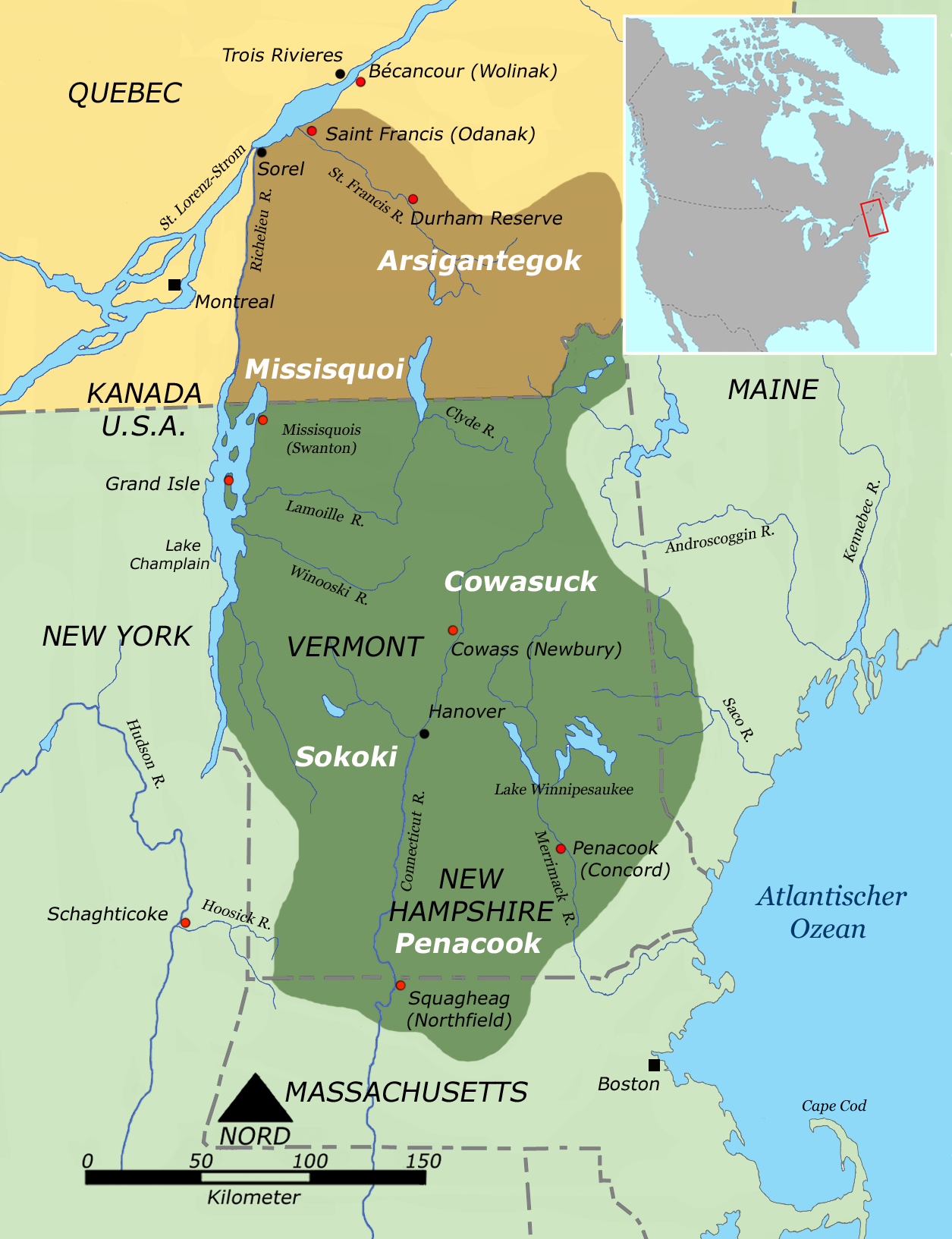
西アベナキ族の分布
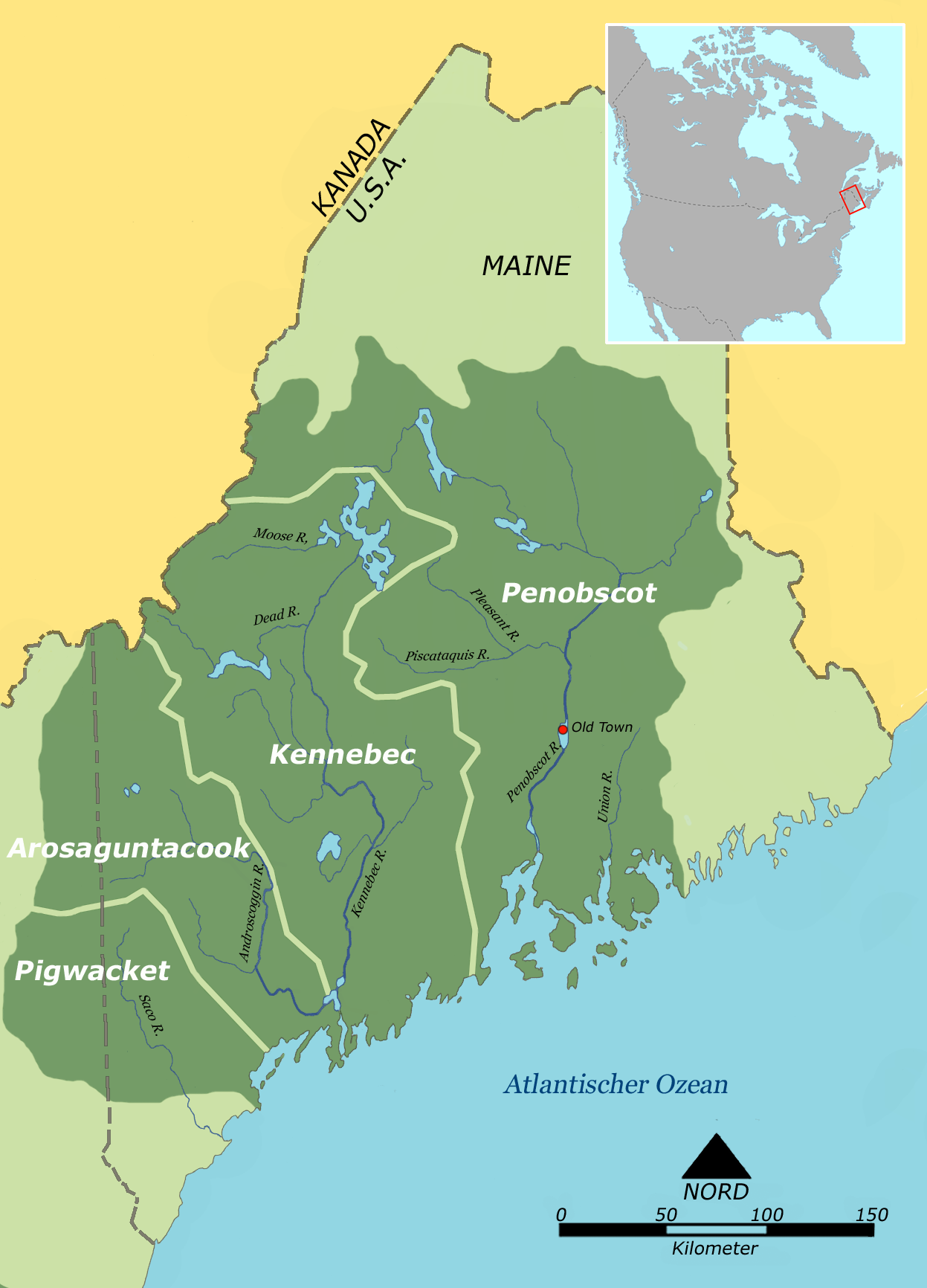
東アベナキ族の分布

## 故郷

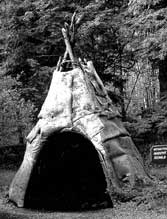
樺皮で作られたアベナキ族のウィグワム

Ndakinna（私たちの土地）と呼ばれるアベナキ族の故郷は、ニューイングランド地方北部からケベック州南部、沿海州南部にかけて広がっていた。東アベナキの人口はニューブランズウィック州、メイン州、ニューハンプシャー州のホワイト山地に集中していた。西アベナキはバーモント州、ニューハンプシャー州、マサチューセッツ州のコネチカット川沿いの谷で暮らした。ミシコイ族はシャンプレーン湖の東岸沿いに、ペナクック族はニューハンプシャー州南部のメリマック川の谷で暮らしていた。
ニューイングランドにヨーロッパからの移民がやって来たこと、また多くの戦いが起こったことにより、アベナキ族はケベックへの後退を強いられた。1676年から1680年まではシルリー（現在はケベックシティーの一部）で暮らしていた。その後約20年間はショーディエール川の滝付近の土手で暮らし、さらに18世紀初頭にはオダナクやウォーリナクに移った。当時のアベナキ族は、狩猟、漁労、わな猟、ベリー類の採集、またトウモロコシ、マメ、カボチャ、ジャガイモ、タバコ等の栽培による自給自足経済であった。そのほか、ベリーを収穫するためのかごを作ったり、樹液を煮詰めてメープルシロップを作った。かご作りは伝統工芸として現在も続けられている。
イギリス対フランスの戦争が起こると、アベナキ族はイギリスの移民に自分たちの土地（ダキナ）を追い出された経緯から、フランス側についた。この時代において、マリシート族のNescambuitまたはAssacumbuitという人物が140人以上の敵を倒し、ナイトの称号を受け取ったという逸話がある。全てのアベナキ族がフランス側について戦ったわけではなく、故郷にとどまった者も多くいた。アベナキ族の貢献は広く報道されることはなかった。
カナダでは2つの集落が築かれた。1つはサン・フランソワ・デュ・ラックで、現在はアベナキ語で「帰郷」という意味のオダナクと呼ばれている。もう1つはセントローレンス川南岸のベカンクールで、現在はウォーリナクと呼ばれている。これら2つのアベナキ族の保留地は成長と発展を続けてきた。約400人のアベナキ族が、合計7平方キロメートルに満たない2つの保留地で暮らしている。
バーモント州、ニューハンプシャー州には約3,200人のアベナキ族が、主にシャンプレーン湖の周辺地域で暮らしている。保留地にいない残りのアベナキ族は、カナダからアメリカに跨る様々な都市や町で暮らしている。カナダではオンタリオ州、ケベック州、ニューブランズウィック州、アメリカではニューイングランド地方北部に多い。

## 歴史

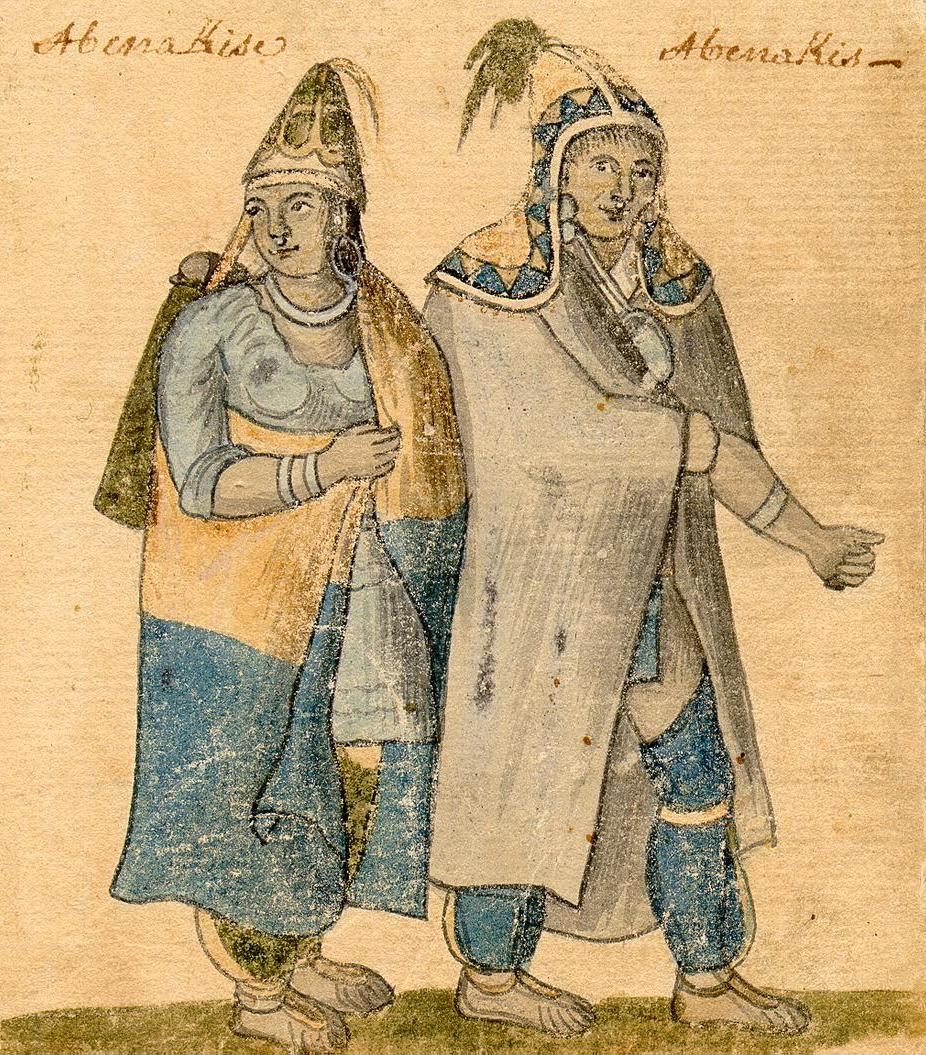
アベナキ族の男女（18世紀）

歴史家のダイアナ・ミュアーは、イロコイ連邦と接触する前のアベナキ諸族は帝国主義、拡張主義的な文化であり、「三姉妹」と呼ばれるトウモロコシ、豆、カボチャの農耕によって多くの人口を支えることができたと論じている。彼らは主に周辺のアルゴンキン諸族と戦ってきた。ミュアーは考古学的な記録を用い、イロコイ連邦のアルゴンキンの土地への侵入は、アルゴンキン諸族が農耕を導入していたことにより頓挫したと論じている。つまり、イロコイ連邦に征服される脅威から守るために十分な戦士を抱え、それを支えられる多くの人口があったということである。
1614年、トーマス・ハントが24人の若いアベナキ族をイギリスに連れて行った。ヨーロッパ人により北アメリカの植民地化が進められている中で、アベナキ族の領域はイギリス帝国がマサチューセッツに設けた新たな植民地と、フランス領のケベックとの間にあった。いずれも土地の境界に関して同意していなかったため、両国間で争いが絶えなかった。アベナキ族は伝統的にフランスと同盟を結んでいた。
イギリスの攻撃や新たな伝染病の流行により全滅の危機に瀕したアベナキ族は、1669年頃にケベックへの移住を開始した。ヌーベルフランスの知事は彼らに2つの土地を貸し下げた。1つは現在オダナク・インディアン保留地として知られているサンフランソワ川に面した場所で、もう1つは現在ウォーリナク・インディアン保留地と呼ばれているベカンクール付近の場所であった。

### インディアン戦争
ワンパノアグ族のメタコメット酋長がニューイングランドのイギリス人入植者と戦った、1675年のフィリップ王戦争で、アベナキ族はワンパノアグ族の味方をした。アベナキ族はメイン州で3年間戦いを続けた。アベナキ族は白人入植者に村や家屋を襲撃され、後退していった。1678年に平和条約が締結され戦争が終結したが、多くの人々が殺され、生き残った者もバミューダ諸島に奴隷として売り飛ばされた。
1702年から始まったアン女王戦争では、フランスと同盟して戦った。メイン州ウェルズからカスコ（ポートランド）にかけて、数々の小さな村が襲撃され、10年以上の間に約300人が殺害された。戦争が終結すると、襲撃も収まった。捕虜の中にはモホーク族やアベナキ族に引き取られる者もいた。年配の捕虜は身代金を求められることがふつうだった。
ラル神父戦争（1722 - 25年）では、セバスチャン・ラル神父に促され、アメリカ人入植者の侵入を止めるために戦いが起こった。マサチューセッツの民兵がラル神父を捕らえると、アベナキ族はブランズウィック、アロージック、メリーミーティング・ベイの入植地を襲撃した。マサチューセッツの政府は宣戦布告し、1724年のノリッジウォックでの血みどろの戦いでラル神父が戦死した。ソコー川上流、現在のメイン州フライバーグ付近の村では、1925年にペクワウケットの戦いが起こった。その後ボストンとカスコ湾で平和条約に署名されたことで、戦争が終わった。ラル神父の死後、アベナキ族はセントフランシス川に面した集落に移った。

### カナダ
観光事業の成長により、カナダのアベナキ族は彼らの伝統や文化を守りながら近代的な経済発展をすることができた。1例として、ケベックで最初（1960年）にして最大規模の先住民の博物館である、オダナク歴史資料館が挙げられる。年間5,000人以上がこの資料館を訪れる。アベナキ族の運営する起業もあり、ウォーリナクにあるジェネラル・ファイバーグラス・エンジニアリングでは多くの先住民を雇い、年商は300万カナダドルを上回る。オダナクは交通や物流において活気がある。この地域からは映画監督のアラニス・オボムサウィンなどの著名人も輩出している。

### アメリカ合衆国
アメリカではペノブスコット族とパサマクォディ族が連邦政府に認定されている部族である。

#### バーモント州
2006年、バーモント州はアベナキ族を部族としてではなく、民族として認定した。州は以下のように述べた。「フレンチ・インディアン戦争の後、保留地にわずかな数のアベナキ族が残された。その後、優生学的なプロジェクトにより、アメリカのアベナキ族は避妊手術や妊娠中絶を強いられ、人口を大幅に減らしてきた。しかし多くのアベナキ族は同化されてはいない。」上記のことから、1669年頃にアベナキ族はフランスの支配下にあったカナダへの移住をはじめた。
アメリカに留まることを選んだアベナキ族は、カナダのアベナキ族のようにうまくいってはいなかった。アベナキ族が欧米人に受け入れられると、植民地の社会に組み込まれ、部族のつながりは失われた。20世紀初頭には、州の政策によって不妊手術や妊娠中絶を強制された。アベナキ族に施された不妊手術の件数は3,400を上回った。手術に際してインフォームドコンセントがなされたという証拠書類は残っていない。この時代の後、アメリカに残ったアベナキ族は白人として通用するようになった。当時、不妊手術を受けた多くの子どもたちは、自分たちが医師に何をされたのかさえも分からなかった。
バーモント州には4つのアベナキ族のコミュニティが存在している。バーモント州には4つのアベナキ族の集落がある。2011年4月22日、州はNulhegan Band of the Coosuk-Abenakiとエルヌ・アベナキの２つを公式に認定した。2012年5月7日には、残る2つのアベナキ・ネーション・オブ・ミシコイ、Koasek Traditional Band of the Koas Abenaki Nationも認定された。

#### ニューハンプシャー州
ニューハンプシャー州のアベナキ族は、他の先住民族とともに、少数部族として認定させるための法律を提案している。この法案は2010年に州議会で議論された。法案の内容は、州知事や州議会に対して諮問グループとしての役割を担う、ネイティブアメリカンに関連した委員会を創設することであった。アベナキ族は民族として州の正式な認定を得ることを望んでいる。
現在ヨーロッパ系アメリカ人によって所有、占有されている土地が、アベナキ族が所有権を持つことにつながる恐れがあるとして、法案に反対している者もいる。また、州による認定はカジノを開くことへの一歩になるのではないかと不安に感じる者もいる。しかし、「この法令はいかなるネイティブアメリカンやアベナキ族に他の特権を与えるものと解釈してはならない。」と明言されている。ニューハンプシャー州はネイティブアメリカンを拡大するギャンブル産業から切り離すことを考慮してきた。
委員会は州の文化財部の下に組織される。州の先住民族の収入源とするために、売り物とする創作物に先住民が作った（Native-made）とラベルを貼ることが法案により許可される。
州内の多数の先住民グループはニューハンプシャー部族間協議会を創設し、州全体にわたって会合やパウワウを開催している。

## 文化

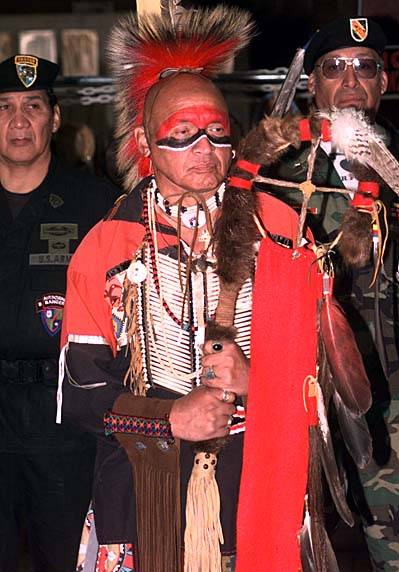
アベナキ族の男性

イエズス会通信では、アベナキ族は食人の文化はなく、従順、利口で、節度を持って飲酒すると描写された。
アベナキ族のすべての部族はニューイングランド地方南部のアルゴンキン語族と似通った生活様式であった。彼らは食用の穀物を栽培していた。村落は肥沃な河川の氾濫原の近くに位置していた。狩猟や漁労、野生植物の採集も食料の調達において重要である。
1年のうちほとんどは、彼らは散在したバンドで拡大家族を形成していた。それぞれの男性は、彼らの父親から受け継がれた領域で狩りをした。春と夏には、植え付けや漁労のために川沿いや海岸沿いの一時的な村落にバンドが集結した。これらの村は周囲の同盟部族や敵対部族、またヨーロッパ人の状況により、防衛強化が必要となることもあった。アベナキ族の村落の規模はイロコイ連邦のものと比べてかなり小さく、平均すると約100人ほどであった。
大部分のアベナキ族は、樹皮で覆われたドーム状のウィグワムで暮らしていた。冬期には、アベナキ族は内陸に移動し小さなグループで暮らした。住居は樹皮に覆われたウィグワムで、形は見方によれば平原インディアンのティピーにも似ていた。冬の間、彼らは円錐形のウィグワムの中でクマやシカの毛皮を着て暖を取った。イロコイ族のものに似たロングハウスを建てることもあった。
アベナキ族は様々な方法で伝統や生活様式を維持している。彼らはまた、ダンスなど違った伝統も多く守っている。これらのダンスが演じられている間は、彼らの文化に敬意を表すために、写真撮影は許されていない。「歌っている時は起立する」、「敬意を持って見るために起立する」といった指示も出される。

### 髪型、結婚の伝統

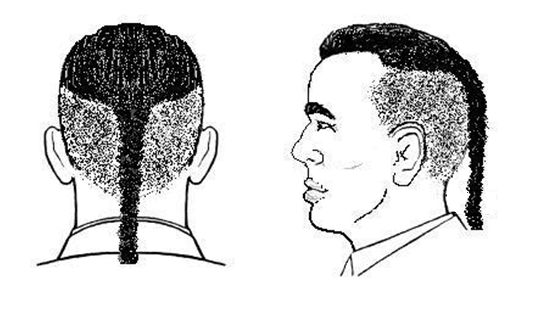
現代風にアレンジされた、アベナキ族の既婚男性の伝統的な髪型

伝統的に、アベナキ族男性の髪は長髪で、結んでいなかった。彼女を見つけたときに、髪を結んでいた。結婚するとポニーテールにしてその他の部分は剃った。現代では、髪をすべて編み、横と後ろだけを剃り上げる。この髪型の意図として何よりも重要なのは、婚約やアベナキ族の男としての貞節を表明するということである。キリスト教の結婚とほぼ同じように、結婚指輪の交換をする。指輪は外部の人々に対し、夫婦であることの目に見える印となる。
髪型を変えることは、複雑な求婚の過程を象徴している。男性は女性に、その女性の美徳などで装飾された木の箱を贈る。女性もまた、同じような箱を男性に贈る。部族の全員が結婚に同意する必要がある。その後彼らは大地に柱を突き立てるが、結婚に反対したい者はその柱をこん棒などで打つ。だれも反対する者がいなければ、結婚が成立する。

### 食べ物、分業、その他文化特性
アベナキ族は農耕社会であり、農業を狩猟採集で補完していた。男性はふつう狩人であった。クマやシカ、魚、鳥を狩猟した。女性は畑仕事をして穀物を育てた。畑では「三姉妹」と呼ばれるトウモロコシ、豆、カボチャを一緒に育てた。トウモロコシの茎に豆が絡みついて支え、その根元をカボチャが覆い、雑草を減らした。
ニューヨーク西方のイロコイ連邦の6部族や他の多くの北アメリカのインディアン部族が母系制であったのとは異なり、アベナキ族はニューイングランドの部族に一般的な父系社会であった。
組織の意思決定は、合意形成によってなされる。この考えはどの組織（家族、バンド、部族等）にも同じことがいえる。なので、それぞれの組織は代表者を選ぶ。それぞれの組織は公平なまとめ役に組織の判断を伝える。もし意見の相違があったら、まとめ役はもう1回議論するように言う。さらに議論を重ね、全てのメンバーが完全に理解できる着地点を探る。
部族で問題を議論するときは、「平和と秩序を守れるか」、「道徳的に正しいことか」、「現在、未来の組織の保全となるか」の3つの真理をもとに考える。これらの真理は組織の全ての討議において指針となる。何かを変えることに対して同意が得られなければ、現状維持となる。

### ストーリーテリング
ストーリーテリング（物語などを語り聞かせること）はアベナキ族の文化の重要な部分を占める。娯楽としてだけではなく、教育方法としての一面も見せる。アベナキ族は物語の内容を自分自身に捉え、彼らが昔どのように生きていたか理解する。物語は子どもたちに身の振る舞いを教える手段としても用いられた。子どもを罰するのではなく、躾として物語を聞かせていた。

## 人口
アベナキ族がヨーロッパ人と接触する前、人口は4万人を数えていた。東アベナキが約2万人、西アベナキが約1万人、沿海州地方に約1万人が分布していた。初期のヨーロッパ人猟師との接触により、16世紀にアベナキ族を2つの伝染病が襲った。1つ目は1564年から1570年にかけて流行したが、具体的に何の病気であったかは分かっていない。2つ目は1586年に流行したチフスであった。ヨーロッパ入植者がマサチューセッツに到達した1620年より前の10年間で、ニューイングランドから沿海州にかけて種々の病気が急速に広まった。メイン州では1617年に非常に深刻な状態であり、死亡率は75％で、東アベナキの人口は約5,000人まで減少した。比較的隔離されていた西アベナキでは死亡率が若干低く、1万人の人口は約半分に減少した。
1631年、1633年、1639年には、新たな伝染病の天然痘が広がり始めた。1639年には未知の病気が、さらに翌年にはインフルエンザが流行した。1649年に再び天然痘、1659年にはジフテリアが流行した。1670年に天然痘、1675年にインフルエンザ、1677年、1679年にも天然痘が流行した。1687年には天然痘のほかに麻疹も広がった。天然痘の流行はその後も1691年、1729年、1733年、1755年、1758年と続いた。
アベナキ族の人口は減少を続けたが、1676年にはフィリップ王戦争に負けて住処を追われたニューイングランド南部の部族が数千人加わった。このため、ニューイングランドのアルゴンキン系部族のほとんど全ての子孫がアベナキ族の間でみられる。1世紀後、アメリカの独立後にはアベナキ族の人口は1,000人を割っていた。
1990年の国勢調査では、アベナキ族と自認している者は1,549人であった。2000年の国勢調査では2,544人で、またアベナキ族を祖先に持つ者は6,012人であった。カナダでは1991年の調査で945人、2006年では2,164人であった。